# Metropolia penzeńska
Metropolia penzeńska – jedna z metropolii Rosyjskiego Kościoła Prawosławnego. W jej skład wchodzą trzy eparchie: eparchia penzeńska, eparchia kuźniecka i eparchia sierdobska. Obejmuje terytorium obwodu penzeńskiego.
Erygowana przez Święty Synod Rosyjskiego Kościoła Prawosławnego na posiedzeniu w dniu 26 lipca 2012.

## Zwierzchnicy
- Beniamin (Zaricki), 2012–2013[2][3]
- Serafin (Domnin), od 2013[3]